# ランソン市
座標: 北緯21度50分52秒 東経106度45分28秒 / 北緯21.84778度 東経106.75778度
ランソン市（ベトナム語：Thành phố Lạng Sơn / 城庯諒山?  発音）は、ベトナムの都市でランソン省の省都である。

## 歴史と概要
ベトナム北東部、中国国境の町。ハノイから鉄道で約150km、南寧と広州を結ぶ交通と商業と軍事上の要地。西のラオカイとともに古来中国軍の侵入路であった。国境付近にボーキサイト鉱脈が多く発見された。1979年、中越戦争により国境は閉鎖されたが、1992年再開された。

## 行政区画
以下の5坊3社を管轄する。
- チーラン坊（Chi Lăng / 枝陵）
- ドンキン坊（Đông Kinh / 東京）
- ホアンヴァントゥー坊（Hoàng Văn Thụ / 黃文樹）
- タムタイン坊（Tam Thanh / 三清）
- ヴィンチャイ坊（Vĩnh Trại / 永砦）
- ホアンドン社（Hoàng Đồng / 黃銅）
- マイファー社（Mai Pha / 枚坡）
- クアンラック社（Quảng Lạc / 廣樂）